# Espérance Guider
Espérance Guider is een Kameroense voetbalclub uit Guider. De club speelt in het Stade Municipal dat plaats biedt aan 10 000 mensen. In 2004 promoveerde de club naar de hoogste klasse en degradeerde in 2008.